# Saint-Hilaire (Isère)
Saint-Hilaire foi uma comuna francesa na região administrativa de Auvérnia-Ródano-Alpes, no departamento de Isère. Em 1 de janeiro de 2019, passou a formar parte da nova comuna de Plateau-des-Petites-Roches.